# Pinkus Sonenberg
Pinkus Sonenberg (ur. 1774, zm. 1830) – współzałożyciel gminy żydowskiej w Łodzi.
Do Łodzi przybył w 1797 roku z Łasku. W latach 1810, 1818, 1823, 1827, 1828 pełnił urząd Starszego Kahału, był współzałożycielem Chewra Kadisza i Starego cmentarza żydowskiego w Łodzi.